# Teruzuki (1941)
Teruzuki (katakana: テルヅキ, kanji: 照月| pol. „świecący księżyc”) – japoński wielki niszczyciel z okresu II wojny światowej, typu Akizuki.

## Historia
„Teruzuki” był drugim okrętem z serii japońskich nowoczesnych wielkich niszczycieli typu Akizuki, zaprojektowanych specjalnie jako okręty obrony przeciwlotniczej, których główne uzbrojenie stanowiło 8 nowych dział uniwersalnych kalibru 100 mm, o umiarkowanym kalibrze jak na niszczyciele, lecz dysponujące świetnymi charakterystykami balistycznymi.
Stępkę pod budowę okrętu położono 13 listopada 1940 w stoczni Mitsubishi w Nagasaki, kadłub wodowano 21 listopada 1941, a okręt wszedł do służby 31 sierpnia 1942. Zbudowany był w ramach programu rozbudowy floty z 1939 roku, pod numerem budowy 105. Nazwa, podobnie jak pozostałych niszczycieli tej serii, związana była z Księżycem i  oznaczała „Blado świecący Księżyc” (spotyka się niekiedy w literaturze błędną formę „Terezuki”).

## Służba
„Teruzuki” wkrótce po wejściu do służby 31 sierpnia 1942, został skierowany na obszar walk toczonych wokół Guadalcanalu w archipelagu Wysp Salomona. 7 października 1942 wszedł w skład 61. Dywizjonu 10. Fotylli Niszczycieli 3. Floty, po czym został przebazowany do bazy Truk. Brał udział w składzie osłony lotniskowców w bitwie koło wysp Santa Cruz 26 października 1942, m.in. eskortował uszkodzony lotniskowiec „Zuihō”. Podczas powrotu z tej operacji, „Teruzuki” został lekko uszkodzony przez bliski wybuch torpedy lotniczej z amerykańskiego samolotu PBY Catalina, której magnetyczny zapalnik zadziałał przedwcześnie (7 zabitych; według części źródeł, była to bomba). Do 9 listopada okręt był remontowany w Truk. 
13 listopada w nocy „Teruzuki” wziął udział w I bitwie koło Guadalcanalu (płynąc w lewej kolumnie, z niszczycielem „Yukikaze” i krążownikiem „Nagara”). Między innymi, dokonał ataku torpedowego na amerykańskie okręty i wziął  udział w zatopieniu artylerią uszkodzonego niszczyciela USS „Cushing”, ostrzeliwał też inne okręty. Następnie, w nocy z 14 na 15 listopada wziął udział drugiej bitwie koło Guadalcanalu, osłaniając japoński pancernik „Kirishima”, a następnie uczestnicząc w ewakuacji z niego załogi. Pod koniec listopada „Teruzuki” został przejściowo okrętem flagowym 10. Flotylli Niszczycieli kontradmirała Susumu Kimury (do przyjścia krążownika „Agano”). 3 grudnia został lekko uszkodzony na rafie w Truk.
7 grudnia 1942 „Teruzuki” został przebazowany na Shortland i przydzielony do 2. Flotylli Niszczycieli kontradmirała Tanaki, prowadzącej nocne rejsy zaopatrzeniowe niszczycieli na Guadalcanal, nazywane przez Amerykanów „Tokyo Express”. Został okrętem flagowym Tanaki. Podczas osłony rejsu zaopatrzeniowego w nocy na 12 grudnia 1942, „Teruzuki” został storpedowany pod Guadalcanalem dwoma torpedami przez amerykańskie kutry torpedowe PT-37 i PT-40, po czym zatonął na skutek uszkodzeń i pożaru, prowadzącego do eksplozji własnych bomb głębinowych. Uratowano większość załogi, wraz z dowódcą i kadm. Tanaką (57, w tym Tanakę podjął niszczyciel „Naganami”, 140 niszczyciel „Arashi”, a 156 dotarło w szalupach na Guadalcanal)
Dowódcy:
- kmdr por Tsuneo Orita (sierpień 1942 - 12 grudnia 1942)

## Dane techniczne
Opis konstrukcji i szczegółowe dane - w artykule niszczyciele typu Akizuki

### Uzbrojenie i wyposażenie
- 8 dział uniwersalnych kalibru 100 mm Typ 98 w wieżach dwudziałowych (4xII)
  - długość lufy - L/65 (65 kalibrów), kąt podniesienia - 90° donośność - 19.500 m (pozioma), 14.700 m (maks. pionowa), masa pocisku - 13 kg. Zapas amunicji - po 300 nabojów
- 4 działka przeciwlotnicze 25 mm Typ 96, na stanowiskach podwójnych (2xII)
- 4 wyrzutnie torpedowe 610 mm Typ 92 model 4 (1xIV) (8 torped Typ 93)
- 2-4 miotacze bomb głębinowych Typ 94, zrzutnie bg (54-72 bomby głębinowe)

## Wyposażenie
- system kierowania ogniem artylerii głównej: dwa 4,5-metrowe dalmierze stereoskopowe (na nadbudówce dziobowej i rufowej) z przelicznikiem artyleryjskim Typ 94.
- urządzenia kierowania ogniem artylerii plot: 2,5-metrowy dalmierz, dwa 1,5 metrowe dalmierze
- szumonamiernik
- reflektor 110 cm